# Fevik
Fevik este o localitate din comuna Grimstad, provincia Aust-Agder, Norvegia, cu o suprafață de  km² și o populație de  locuitori (2013).